# World Series of Poker 2005

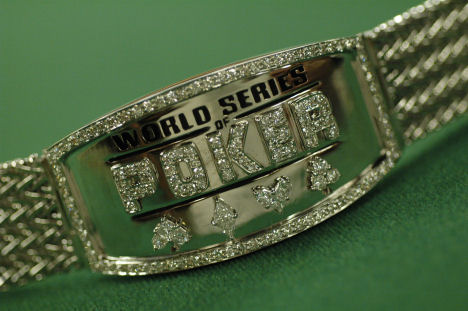
Il braccialetto di campione del Main Event 2005 vinto da Joe Hachem.

Le World Series of Poker 2005 furono la trentaseiesima edizione della manifestazione. Si tennero dal 2 giugno al 15 luglio presso il casinò Rio All Suite Hotel and Casino di Las Vegas, con l'eccezione dei due giorni finali del Main Event, disputati al Binion's Horseshoe.
Il vincitore del Main Event fu Joe Hachem.

## Eventi preliminari
| Evento                                  | Vincitore         | Premio   | Ultimo giocatore eliminato |
| --------------------------------------- | ----------------- | -------- | -------------------------- |
| $500 Casino Employee's No Limit Hold'em | Andy Nguyen       | $83.390  | Danilo Flores              |
| $1.500 No Limit Hold'em                 | Allen Cunningham  | $725.405 | Scott Fischman             |
| $1.500 Pot Limit Hold'em                | Thom Werthmann    | $369.535 | Layne Flack                |
| $1.500 Limit Hold-em                    | Eric Froehlich    | $361.910 | Jason Steinhorn            |
| $1.500 Omaha Hi-Lo Split                | Pat Poels         | $270.100 | John Lukas                 |
| $2.500 Short-Handed No Limit Hold'em    | Isaac Galazan     | $315.125 | Harry Demetriou            |
| $1.000 No Limit Hold'Em                 | Michael Gracz     | $594.460 | C. T. Law                  |
| $1.500 Seven Card Stud                  | Cliff Josephy     | $192.150 | Kirill Gerasimov           |
| $2.000 No Limit Hold'Em                 | Erik Seidel       | $611.795 | Cyndy Violette             |
| $2.000 Limit Hold'em                    | Reza Payvar       | $303.610 | Toto Leonidas              |
| $2.000 Pot Limit Hold'Em                | Edward Moncada    | $298.070 | Steven Hudak               |
| $2.000 Pot Limit Omaha                  | Josh Arieh        | $381.600 | Chris Ferguson             |
| $5.000 No Limit Hold'Em                 | T. J. Cloutier    | $657.100 | Steve Zoine                |
| $1.000 Seven Card Stud Hi-Lo Split      | Steve Hohn        | $156.985 | Mike Wattel                |
| $1.500 Limit Hold'em Shootout           | Mark Seif         | $181.330 | William Shaw               |
| $1.500 No-Limit Hold'em Shootout        | Anthony Reategui  | $269.100 | Paul Kroh                  |
| $2.500 Limit Hold'Em                    | Quinn Do          | $265.975 | Qi Chi Chang               |
| $1.500 Pot Limit Omaha                  | Barry Greenstein  | $128.505 | Paul Vinci                 |
| $2.000 Seven Card Stud Hi-Lo Split      | Denis Ethier      | $160.682 | Chad Brown                 |
| $5.000 Pot Limit Hold'Em                | Brian Wilson      | $370.685 | John Gale                  |
| $2.500 Omaha Hi-Lo Split                | Todd Brunson      | $255.945 | Allen Kessler              |
| $1.500 No Limit Hold'em                 | Mark Seif         | $611.145 | Minh Nguyen                |
| $5.000 Seven Card Stud                  | Jan Vang Sørensen | $293.275 | Keith Sexton               |
| $2.500 No Limit Hold'em                 | Farzad Bonyadi    | $594.960 | Lars Bonding               |
| $2.500 Pot Limit Hold'Em                | Johnny Chan       | $303.025 | Phil Laak                  |
| $5.000 Pot Limit Omaha                  | Phil Ivey         | $635.603 | Robert Williamson III      |
| $1.000 Ladies' No Limit Hold'em         | Jennifer Tilly    | $158.335 | Anh Le                     |
| $5.000 Limit Hold'em                    | Dan Schmiech      | $404.585 | Gabe Kaplan                |
| $2.000 No Limit Hold'Em                 | Lawrence Gosney   | $483.195 | Jarl Lindholt              |
| $1.500 Seven Card Razz                  | O'Neil Longson    | $125.690 | Bruno Fitoussi             |
| $5.000 Short-Handed No Limit Hold'em    | Doyle Brunson     | $367.800 | Minh Ly                    |
| $5.000 Omaha Hi-Lo Split                | David Chiu        | $347.410 | Russell Salzer             |
| $3.000 No Limit Hold'em                 | Andre Boyer       | $682.810 | Matthew Glantz             |
| $1.000 Seniors' No Limit Hold'em        | Paul McKinney     | $202.725 | Robert Hume                |
| $10.000 Pot Limit Omaha                 | Rafi Amit         | $511.835 | Vinny Vinh                 |
| $3.000 Limit Hold'em                    | Todd Witteles     | $347.385 | Daryl Mixan                |
| $1.000 No Limit Hold'em                 | Jiang Chen        | $611.015 | Paul Deng                  |
| $1.000 Main Event Satellite             | -                 | -        | -                          |
| $5.000 No Limit 2 to 7 Draw Lowball     | David Grey        | $365.135 | John Hennigan              |
| $1.000 Main Event Satellite             | -                 | -        | -                          |
| Media/Celebrity Charity Event           | Randy Boman       | $10.000  | Jake Witcher               |
| $1.500 No Limit Hold'em                 | Ron Kirk          | $321.520 | Adam White                 |
| $1.000 No Limit Hold'em                 | John Pires        | $220.935 | Eli Balas                  |
| $1.000 No Limit Hold'em                 | Willie Tann       | $188.335 | Matthew Smith              |

## Main Event

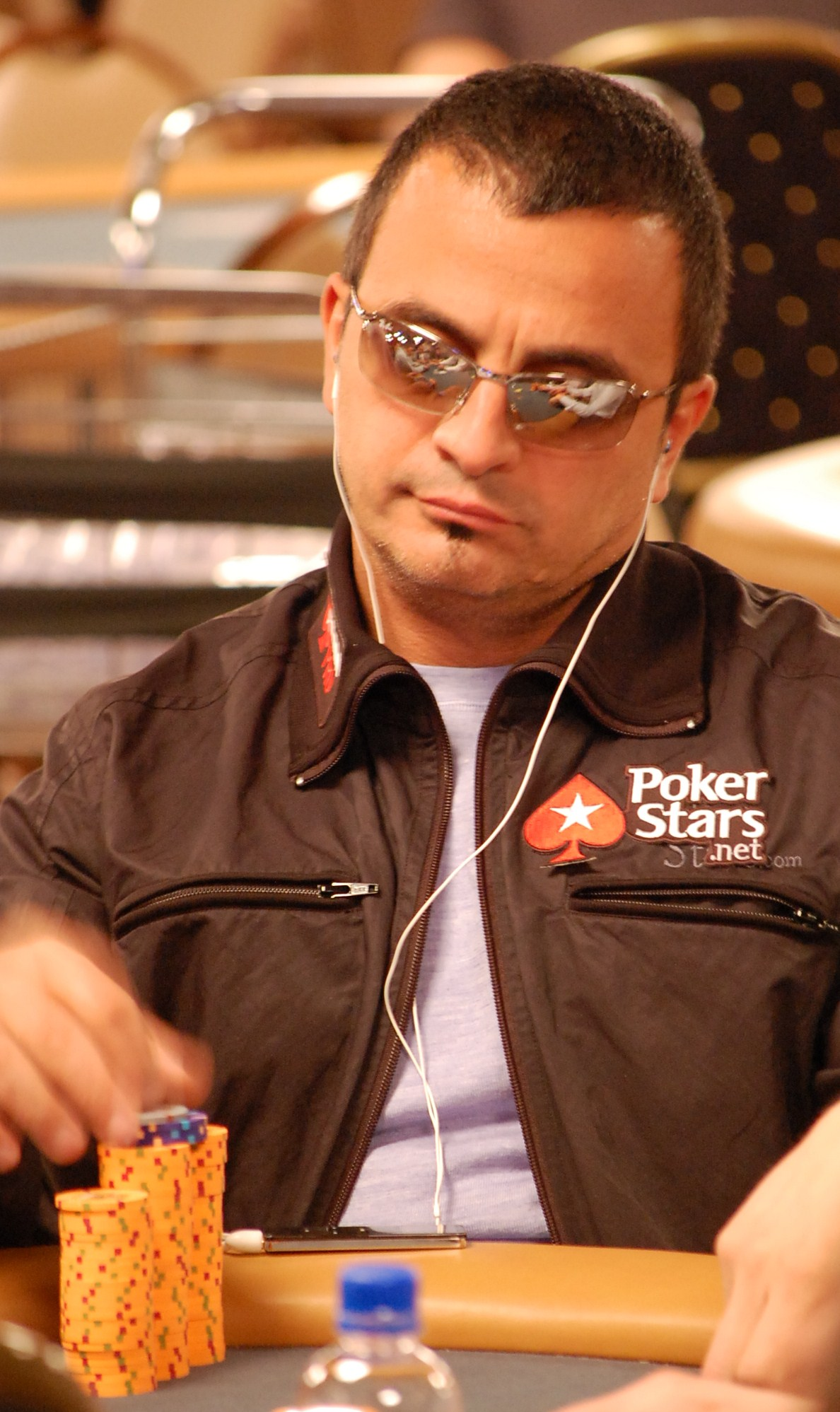
Il vincitore del Main Event Joe Hachem

I partecipanti al Main Event furono 5.919. Ciascuno di essi pagò un buy-in di 10.000 dollari. Tuttavia alcuni partecipanti ebbero accesso al Main Event grazie alla vittoria in alcuni tornei on-line di qualificazione.

### Tavolo finale
| Piazzamento | Nome             | Premio     |
| ----------- | ---------------- | ---------- |
| 1°          | Joe Hachem       | $7.500.000 |
| 2°          | Steve Dannenmann | $4.250.000 |
| 3°          | John Barch       | $2.500.000 |
| 4°          | Aaron Kanter     | $2.000.000 |
| 5°          | Andy Black       | $1.750.000 |
| 6°          | Scott Lazar      | $1.500.000 |
| 7°          | Daniel Bergsdorf | $1.300.000 |
| 8°          | Brad Kondracki   | $1.150.000 |
| 9°          | Mike Matusow     | $1.000.000 |